# Antillón
Antillón è un comune spagnolo di 160 abitanti situato nella comunità autonoma dell'Aragona.

Fa parte della comarca della Hoya de Huesca.